# Affaire Adrien Perez
Le 29 juillet 2018, à Meylan près de Grenoble (France), Adrien Perez est tué lors d'une rixe avec trois autres hommes, sur le parking de la boîte de nuit Le Phoenix, alors qu'il fêtait son vingt-sixième anniversaire. En juillet 2021, les deux suspects principaux sont condamnés à quinze ans de réclusion criminelle, le troisième homme étant condamné pour violences aggravées.

## Évènements

### Faits
Adrien Perez et ses agresseurs se sont déjà disputés dans la boîte de nuit, car l'un d'eux aurait fait une remarque ou un geste déplacé à une amie de Perez, mais sans plus de gravité,. La scène est filmée par les caméras de surveillance de la discothèque,. Vers 5 h 30 du matin,, en voulant s'interposer lors d'une rixe entre ses amis et trois hommes d'une vingtaine d'années, Adrien Perez est poignardé par deux de ces derniers, à l'arme blanche avec des couteaux et des cutters. Un autre homme de 19 ans, Diego, maçon, est aussi agressé le même soir, par semble-t-il, les mêmes agresseurs qu'Adrien Perez et deux autres personnes sont plus légèrement touchées,. Les victimes sont emmenées au centre hospitalier universitaire Grenoble-Alpes afin d'y être soignées. Adrien Perez décède alors que Diego est sauvé,.

## Conséquences

### Les parents d'Adrien Perez
Bruno Perez se dit révolté, considérant que le niveau de violence dans l’agglomération grenobloise est inadmissible et Patricia Perez estime que son fils a fait preuve d’héroïsme pour avoir voulu aider ses amis. Ils déclarent être contre toute récupération politique et célèbrent des obsèques publiques le 3 août, à 14 h 30, à l’église Saint-André de Grenoble,.

#### Soutiens et marche blanche
Ils reçoivent le soutien des parents de Diego, qui quitte l'hôpital le 4 août mais souffrant d’importants troubles cognitifs. Les parents d'Adrien organisent le 8 août une marche blanche afin de protester contre les violences dans la ville. La marche réunit un millier de personnes.

### Le père de Yanis et Younes El Habib
Mourad El Habib, père des deux suspects Yanis et Younes, est un éducateur du quartier Teisseire de la capitale des Alpes, ainsi qu'ancien président de l'ancien club de football de ce quartier. Le 3 octobre 2018, il se confie au Dauphiné libéré. Il désire que « [ses] fils soient jugés pour ce qu'ils ont fait », « [qu'il] essaie de défendre [s]es gamins du mieux possible », « [qu']il faut faire confiance à la justice ». Et il demande aussi à ce qu'ils ne « soient [pas] considérés "comme des racailles" », invoquant le fait d'être lui-même né de parents nés en France,. Il souhaite aussi que cessent les menaces que reçoivent sa famille et sa belle-famille.

### Réactions
Les réactions à l'affaire proviennent surtout de sites d'extrême droite et d'élus de cette tendance politique.
Valeurs actuelles qualifie Grenoble de ville coupe-gorge.
Le Monde mentionne une impression de déjà-vu et titre « Adrien Perez, nouvelle victime de la "culture de la violence" à Grenoble ».
Le 24 septembre 2020, l'affaire est évoquée lors de l'émission Vous avez la parole sur France 2, dans laquelle la mère du jeune Adrien interpelle le premier ministre Jean Castex invité de l'émission.
La ville de Grenoble est critiquée pour son manque de sécurité, et il est reproché à Laurent Wauquiez et Emmanuel Macron de ne pas avoir réagi à cela. Les députés En Marche de l'Isère, Olivier Véran et Émilie Chalas, déclarent attendre une réaction ferme du maire de Grenoble, parlant aussi du déni d'Éric Piolle, car il n’est plus acceptable d’entendre pour seule réponse du maire de Grenoble que la sécurité est le problème de l’État. Le même article rapporte « [qu']au lendemain de la marche blanche, Éric Piolle écrit sur les réseaux sociaux que les élus étaient présents […] pour soutenir les proches d’Adrien Perez et dénoncer la banalisation de la violence ». Il signale son intervention sur France Info, pour évoquer l’urgence d’augmenter les effectifs de la police dans l'agglomération ; mais les réactions sont « pour le moins acerbes. »
Gérard Collomb, alors ministre de l'Intérieur, annonce, le 28 septembre, à la presse un renfort de 35 policiers d'ici fin 2019 pour la ville et vouloir hisser le drapeau de la République dans chaque quartier ; cette nouvelle est bien accueillie par les maires Éric Piolle de Grenoble, David Queiros de Saint-Martin-d'Hères et Renzo Sulli d'Échirolles.

#### Protestation de Génération identitaire
Le mercredi 8 août 2018, Génération identitaire participe à la marche silencieuse en hommage à Adrien Perez. Le samedi 11 août, l'association se réunit devant le palais de justice de Grenoble, avec une banderole, des t-shirts et une pancarte génération anti-racaille pour demander « justice pour Adrien ». Maître Dreyfus précise alors que cette manifestation se déroule sans que les parents d'Adrien Perez en aient été informés et s’érige contre toute récupération politique,,. Le 12 août, la famille d'Adrien Perez se déclare extrêmement choquée sur BFM TV et déplore la tentative de récupération politique de Génération identitaire. L'avocat est visé par des propos antisémites et dépose plainte.

### Fermeture temporaire puis réouverture duPhoenix
Le 22 août 2018, le préfet de l'Isère a pris un arrêté de fermeture administrative de six mois pour la discothèque. L'Express souligne que le personnel n'a pas collaboré avec la police et BFMTV rapporte que Patricia Perez a déclaré à la presse que « pour [elle], la discothèque a laissé faire ». La boîte devait rouvrir avec une soirée intitulée  « Big Opening Beach Party », ce qui est « légèrement en décalage avec les événements tragiques survenus voilà moins d’un mois sur le parking de l’établissement », écrira Place Gre'net.
La discothèque a rouvert le 1er mars 2019. Elle aurait pu rouvrir le 22 février, mais le gérant de la boîte a souhaité attendre une semaine de plus, « par décence vis-à-vis de la famille ». La réouverture fut discrète, la discothèque comptant sur le bouche-à-oreille et assurant avoir renforcé sa sécurité. Patricia Perez espère que les responsables de la boîte se « souvien[dront] de cette soirée et qu'ils fassent respecter la loi [...], tout le monde à la même enseigne. » Elle demande aussi à ce que l'on ait une pensée pour son fils.

## Rassemblement du4 mai 2019
Le 23 avril 2019, la famille annonce un rassemblement prévu le 4 mai 2019 au cimetière de Meylan. Ledit 4 mai, l'événement réunit 250 personnes, dont la famille. Près du portail, une plaque commémorative est dévoilée, suivie d'une minute de silence, après les mots des parents et de Marjorie, la sœur de Vincent Perez. Les maires de Meylan et de Corenc ainsi que le préfet de l'Isère, Lionel Beffre, sont présents.

## Remise en liberté de Yanis El Habib et réformation de cette décision
Le 23 juillet 2020, un juge des libertés et de la détention décide de refuser la prolongation de la détention provisoire de Yanis El Habib, principal mis en examen pour meurtre et tentative de meurtre. Le parquet fait appel et l'audience a lieu le 29 juillet 2020 à la cour d'appel de Grenoble. La famille de la victime témoigne de son incompréhension face à cette décision de justice. Il est finalement remis en prison sur décision de la chambre de l’instruction de la cour d’appel de Grenoble.

## Procès
Le procès des deux frères El Habib s'ouvre le 21 juin 2021 devant la cour d'assises de Grenoble. Le 2 juillet 2021, ils sont condamnés à  quinze ans de réclusion criminelle pour le meurtre d’Adrien Perez. Ils ont été acquittés pour le meurtre et la tentative de meurtre (sur un ami d'Adrien) mais condamnés pour coups mortels et violences ayant entraîné la mort sans intention de la donner avec arme. Un troisième individu à qui il était reproché des violences aggravées, Liam Djadouri, a lui été condamné à 2 ans de prison avec sursis. Aucun d'entre eux n'a souhaité faire appel.